# Pachynematus annulatus
Pachynematus annulatus är en stekelart som först beskrevs av Glimmerthal 1834.  Pachynematus annulatus ingår i släktet Pachynematus, och familjen bladsteklar. Arten är reproducerande i Sverige.